# Max-Théodore Cerfberr

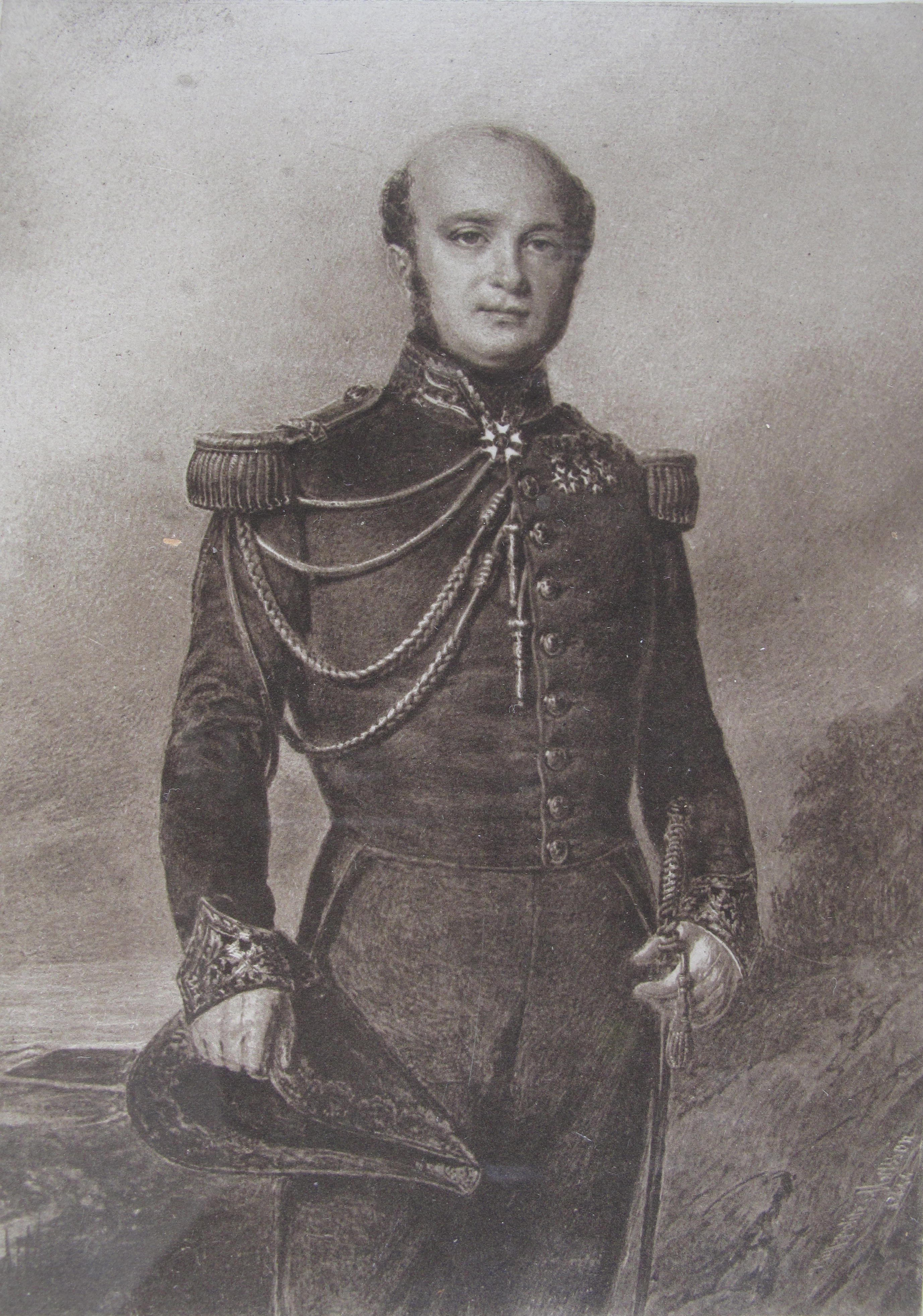
Max-Théodore Cerfberr

Max-Théodore Cerfberr (geb. 9. Dezember 1792 in Nancy; gest. 15. Januar 1876 in Paris) war ein französischer Offizier und Abgeordneter.

## Familie
Max-Théodore Cerfberr, Sohn des Händlers Théodore Cerfberr und Enkel von Cerf Beer, heiratete seine Cousine Elisa Adèle Augustine Ratisbonne, Tochter von Auguste Ratisbonne, Bankier und Präsident des Consistoire israélite du Bas-Rhin, und von Adélaïde Cerfberr. Seine Ehefrau war die Schwester von Théodore und Alphonse Ratisbonne. Sein Bruder war der Hauptmann der Artillerie Alphonse Théodore Cerfberr (1791–1859).

## Leben
Er war zunächst Bauer in Oberwiller bei Sarrebourg, wurde aber, ohne je die Offiziersschule besucht zu haben, unter Kaiser Napoléon I. Offizier. Er wurde 1827 Kapitän im Generalstab, 1834 wurde er Chef d’escadron und dann Sekretär des Generalstabs im Kriegsministerium. 1839 wurde er Kabinettschef des Kriegsministers Antoine Virgile Schneider (1779–1847).
Am 9. Juli 1842 erhielt er, als Vertreter von Weißenburg (Bas-Rhin), einen Sitz in der Abgeordnetenkammer. Bei der Wahl hatte er 86 von 161 Stimmen erhalten, während der unterlegene Abgeordnete Léon Renouard de Bussierre (1808–1893), Sohn von Athanase Paul Renouard de Bussierre (1776–1846) lediglich 71 Stimmen erhalten hatte. Am 1. August 1846 wurde er, als Oberst, erneut in die Abgeordnetenkammer gewählt. Bei der Wahl hatte er 119 von 218 Stimmen erhalten, während Renouard de Bussierre lediglich 95 Stimmen erhielt.
Nach der Februarrevolution 1848 zog er sich ins Privatleben zurück.
Er stand von 1846 bis 1871 als Präsident dem Consistoire central israélite, der obersten Organisation des Judentums in Frankreich, vor.

## Veröffentlichungen (Auswahl)
- Discours prononcé dans le temple, par M. Cerfberr, président du consistoire central des israélites, à l’occasion de l’installation de M. le grand rabbin, le lundi 30 novembre 1846. 1846.
- De la nécessité de constituer le corps des officiers de santé dans l’armée et pour l’armée. 1848.
- Du Vote de l’armée. 1850.
- Société de protection des apprentis et des enfants employés dans les manufactures, reconnue comme établissement d'utilité publique. (Décret du 4 Juillet 1868). Notice sur la condition des apprentis et des enfants dans les campagnes de l’Est. 1869.